# Mario Rizotto
Mario Enrique Rizotto Vázquez (n. Canelones, Uruguay; 30 de agosto de 1984) es un exfutbolista uruguayo nacionalizado ecuatoriano. Jugaba de centrocampista y su último equipo fue Club Deportivo La Unión de la Segunda Categoría de Ecuador.

## Trayectoria

### Inicios
Debutó profesionalmente en el año 2006 en el Centro Atlético Fénix. En junio de 2008 tras una buena temporada ficha por el Club Atlético River Plate de la Primera División de Uruguay.

### Independiente del Valle
En 2013 ficha por el Independiente del Valle de Sangolquí para el Campeonato Ecuatoriano de Fútbol 2013. Continuó con los rayados hasta 2017, siendo su logro más importante el subtítulo de la Copa Libertadores 2016.

### Aucas
En 2018 fichó por Sociedad Deportiva Aucas, con los orientales jugó en 37 partidos.

### Macará
En 2019 recaló en Macará de Ambato, fue clave en la gran campaña del equipo celeste en esa temporada, logrando la clasificación a la Copa Libertadores 2020. Fue ratificado para la siguiente temporada dondo actuó en 23 partidos.

### Técnico Universitario
En 2021 fue contratado por el clásico rival de Macará, el Técnico Universitario, desde su llegada se ha afianzado en el rol titular siendo capitán del equipo.

## Estadísticas

### Clubes
Actualizado al último partido disputado el 5 de agosto de 2022.
| Fénix · Uruguay                                                               | 2006          | 1   | 0  | - | - | -  | - | 1   | 0  |
| Fénix · Uruguay                                                               | 2008          | 3   | 0  | - | - | -  | - | 3   | 0  |
| Fénix · Uruguay                                                               | 2009          | 2   | 0  | - | - | -  | - | 2   | 0  |
| Fénix · Uruguay                                                               | Total club    | 6   | 0  | - | - | -  | - | 6   | 0  |
| River Plate · Uruguay                                                         | 2008          | 0   | 0  | - | - | 2  | 0 | 2   | 0  |
| River Plate · Uruguay                                                         | 2009-10       | 25  | 1  | - | - | 7  | 0 | 32  | 1  |
| River Plate · Uruguay                                                         | 2010-11       | 25  | 0  | - | - | 1  | 0 | 26  | 0  |
| River Plate · Uruguay                                                         | 2011-12       | 22  | 0  | - | - | 0  | 0 | 22  | 0  |
| River Plate · Uruguay                                                         | 2012-13       | 13  | 0  | - | - | 0  | 0 | 13  | 0  |
| River Plate · Uruguay                                                         | Total club    | 85  | 1  | - | - | 10 | 0 | 95  | 1  |
| Independiente del Valle · Ecuador                                             | 2013          | 34  | 1  | - | - | 4  | 0 | 38  | 1  |
| Independiente del Valle · Ecuador                                             | 2014          | 40  | 3  | - | - | 9  | 0 | 49  | 3  |
| Independiente del Valle · Ecuador                                             | 2015          | 31  | 2  | - | - | 0  | 0 | 31  | 2  |
| Independiente del Valle · Ecuador                                             | 2016          | 23  | 1  | - | - | 11 | 0 | 34  | 1  |
| Independiente del Valle · Ecuador                                             | 2017          | 35  | 2  | - | - | 2  | 0 | 37  | 2  |
| Independiente del Valle · Ecuador                                             | Total club    | 163 | 9  | - | - | 26 | 0 | 189 | 9  |
| Aucas · Ecuador                                                               | 2018          | 37  | 0  | - | - | -  | - | 37  | 0  |
| Aucas · Ecuador                                                               | Total club    | 37  | 0  | - | - | -  | - | 37  | 0  |
| Macará · Ecuador                                                              | 2019          | 27  | 0  | 3 | 0 | 1  | 0 | 31  | 0  |
| Macará · Ecuador                                                              | 2020          | 23  | 0  | 0 | 0 | 2  | 0 | 25  | 0  |
| Macará · Ecuador                                                              | Total club    | 50  | 0  | 3 | 0 | 3  | 0 | 56  | 0  |
| Técnico Universitario · Ecuador                                               | 2021          | 17  | 0  | 0 | 0 | -  | - | 17  | 0  |
| Técnico Universitario · Ecuador                                               | 2022          | 12  | 0  | 0 | 0 | -  | - | 12  | 0  |
| Técnico Universitario · Ecuador                                               | Total club    | 29  | 0  | 0 | 0 | -  | - | 29  | 0  |
| Total carrera                                                                 | Total carrera | 370 | 10 | 3 | 0 | 39 | 0 | 412 | 10 |
| (1) Incluye datos de la Copa Libertadores, Copa Sudamericana, y Copa Ecuador. |               |     |    |   |   |    |   |     |    |

## Palmarés

### Campeonatos nacionales
| Título                       | Club  | País    | Año     |
| ---------------------------- | ----- | ------- | ------- |
| Segunda División Profesional | Fénix | Uruguay | 2006-07 |